# 急性
| ウィキペディアには「急性」という見出しの百科事典記事はありません（タイトルに「急性」を含むページの一覧/「急性」で始まるページの一覧）。 代わりにウィクショナリーのページ「急性」が役に立つかもしれません。 |